# Síndrome de captura precordial
A síndrome de captura precordial é uma condição não grave na qual há dores agudas e lancinantes no peito. Elas geralmente pioram com a inspiração e ocorrem em uma área pequena. Os episódios de dor geralmente duram menos de alguns minutos. Normalmente começa em repouso e outros sintomas estão ausentes. Preocupações sobre a condição podem resultar em ansiedade.
A causa subjacente não é clara. Alguns acreditam que a dor pode ser causada pela parede torácica ou irritação de um nervo intercostal. Os fatores de risco incluem estresse psicológico. A dor não é devida ao coração. O diagnóstico é baseado nos sintomas. Outras condições que podem produzir sintomas semelhantes incluem angina, pericardite, pleurisia e trauma torácico.
O tratamento geralmente é feito por meio de tranquilização, pois a dor geralmente desaparece sem nenhum tratamento específico. Os desfechos são bons. A síndrome de captura precordial é relativamente comum e as crianças entre 6 e 12 anos são as mais comumente afetadas. Homens e mulheres são afetados igualmente. É menos comum em adultos. A condição foi descrita desde pelo menos 1955.